# Piazza Bice Piacentini
Piazza Bice Piacentini è situata nel Paese Alto di San Benedetto del Tronto, dedicata alla poetessa Bice Piacentini. Oggi è luogo dove si svolgono concerti e eventi culturali, è adibita a parcheggio pubblico.

## Descrizione

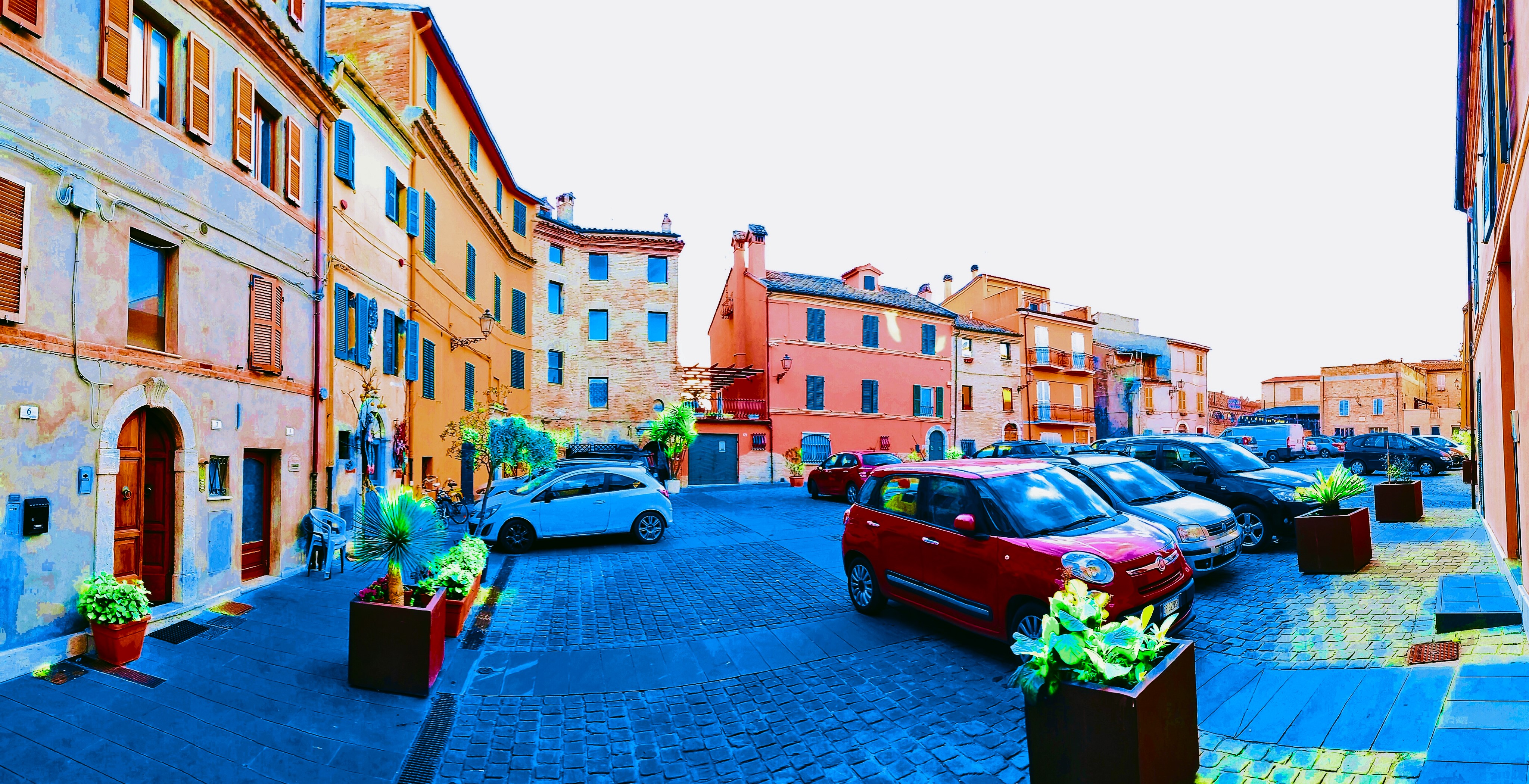
Vista di Piazza Piacentini, da un'altra angolazione

La piazza è situata all'interno del vecchio incasato del quartiere Paese Alto, presenta delle dimensioni medie: circa 60 metri di lunghezza, 27 la larghezza massima, 19 quella minima, per una superficie di circa 1600 m², caratterizzata dalla pavimentazione della piazza con i sampietrini e inserti di lastre di pietra basaltica. La piazza ha pianta di forma rettangolare, è in leggera pendenza in direzione nord - sud ed è caratterizzata dalle tipiche case vivacemente colorate.

## Edifici
Nella piazza spicca la facciata della Chiesa abbaziale di San Benedetto Martire e la Casa del Vento; un piccolo atelier d'arte e ospita le opere dello scultore Marcello Sgattoni. Nel 2014, la piazza è stata sottoposta ad un corposo intervento di messa in sicurezza e restyling.

## Eventi
La piazza è palcoscenico di diversi eventi: dai festeggiamenti del santo patrono cittadino ai vari concerti di genere musicale che si svolgono durante il periodo estivo, fra i quali i concerti della rassegna "Nel cuore, nell’anima. Ritratti d’autore in musica e parole",il festival musicale e culturale anni 50 "Vintage Village",e la rassegna culturale i "Versi di fine estate".

## Galleria d'immagini

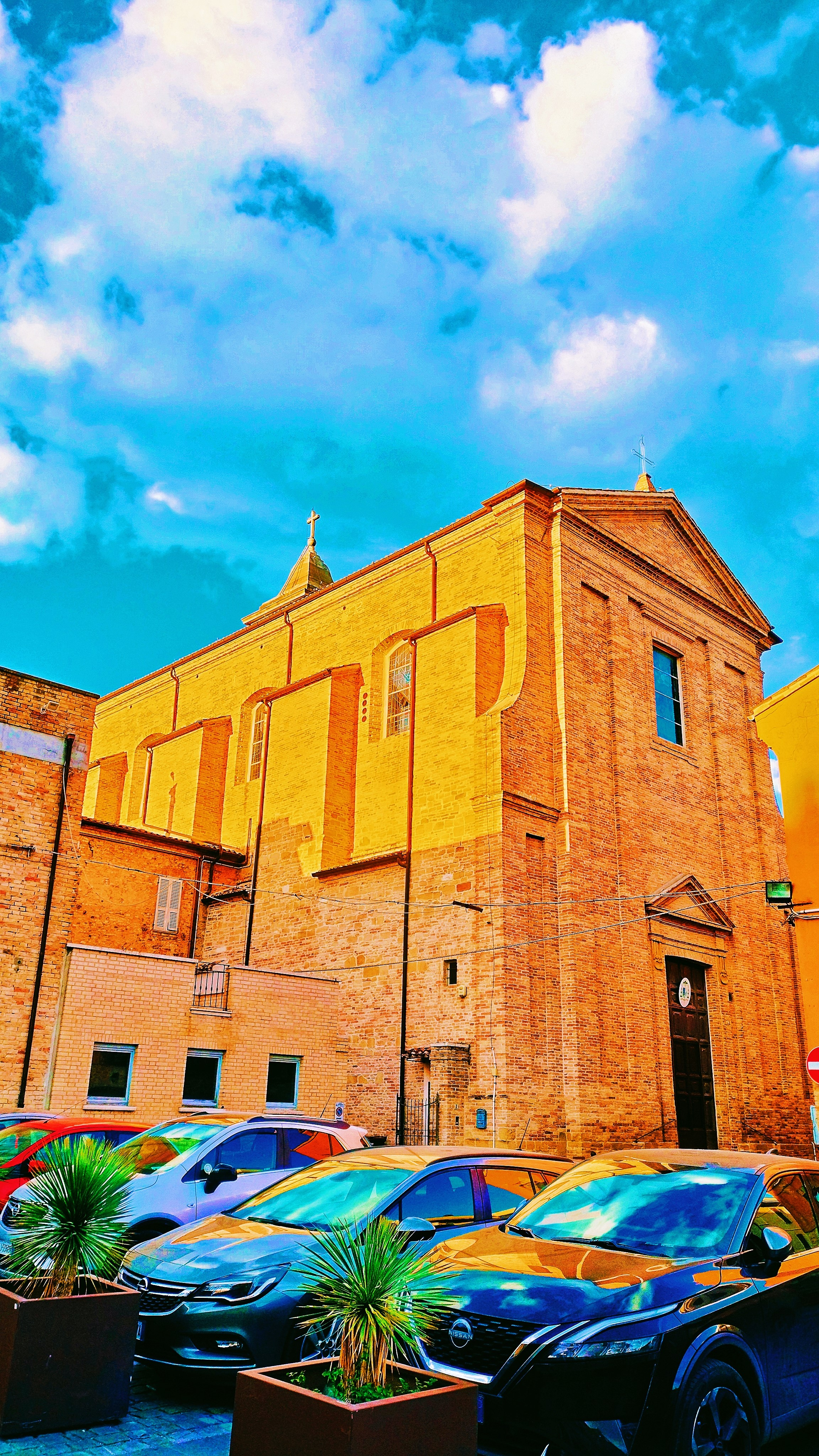
Chiesa San Benedetto Martire
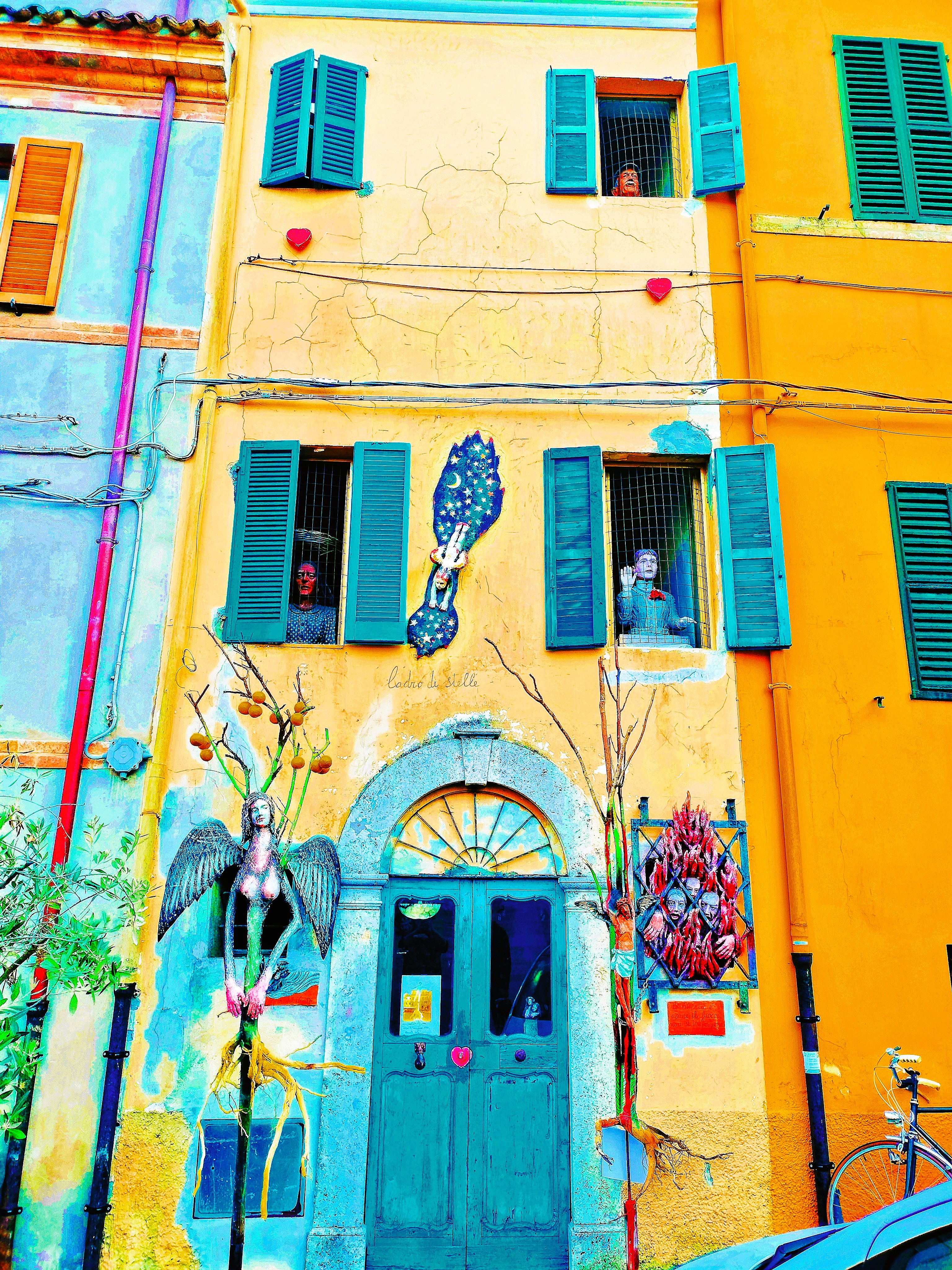
Casa del Vento
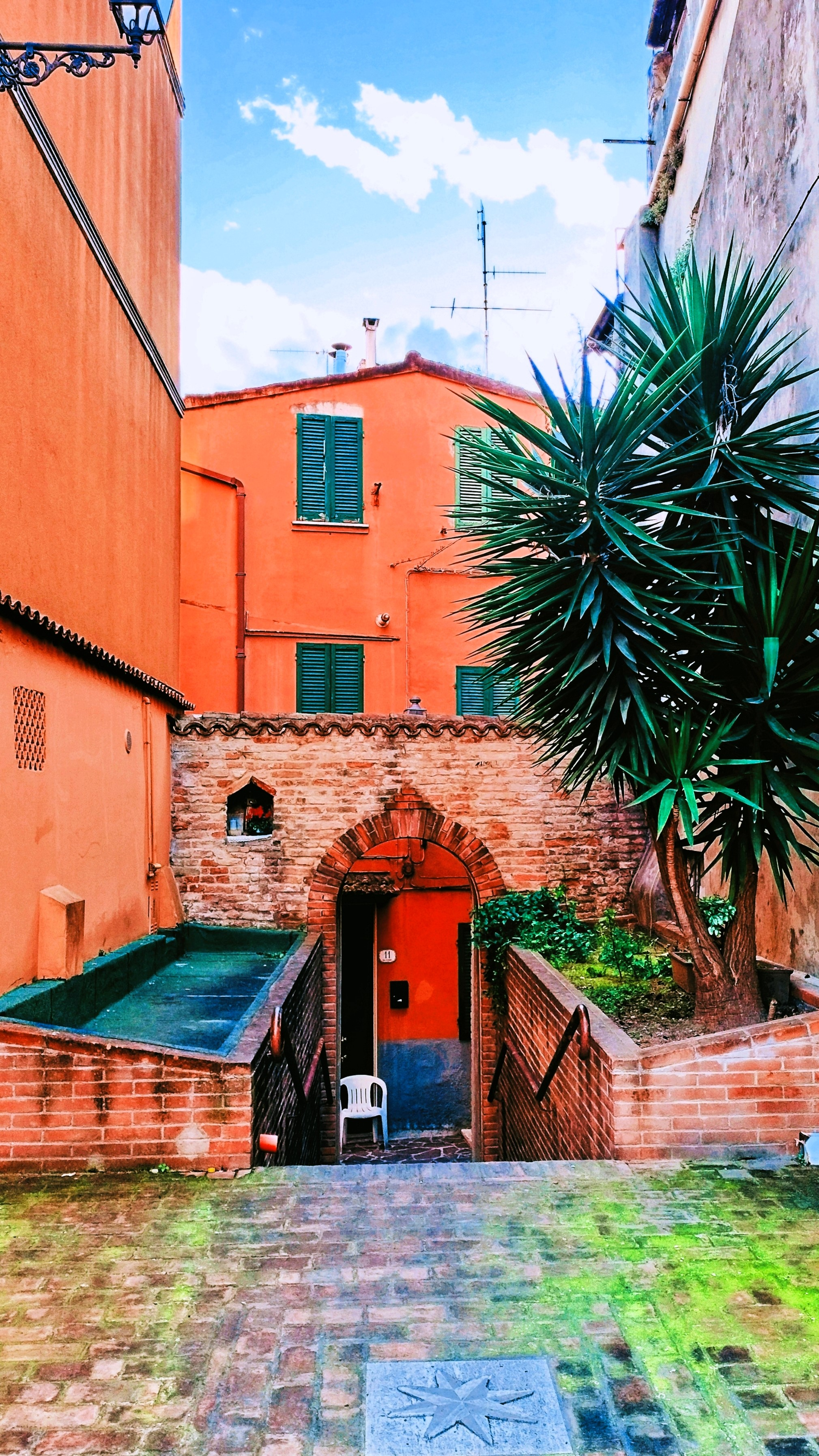
Caratteristico vicolo al centro della piazza, che la collega con via del Tesoro
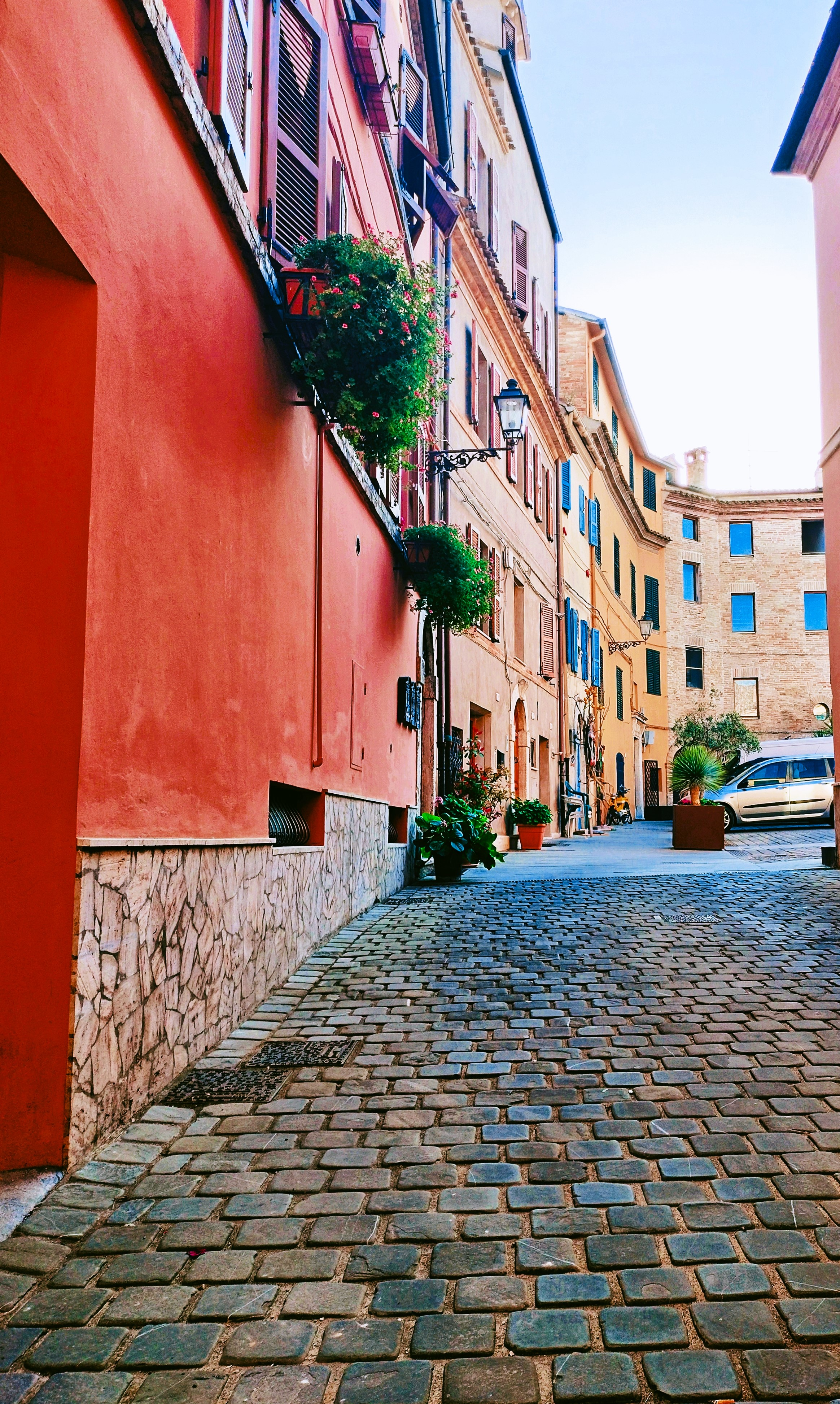
Vicolo sud, collega la piazza a via Gioacchino Rossini